# Ivan Ivanković
Ivan Ivanković  (Virovitica, 23. rujna 1988.) hrvatski je glazbenik. Rođen u Virovitici, odrastao u mjestu Orlovcu Zdenačkom (Bjelovarsko - bilogorska županija).

## Životopis
Ivan Ivanković je odrastao u malenom mjestu Orlovac Zdenački u Bjelovarsko - bilogorskoj županiji. Svoje prve akorde uči s 10 godina, na posuđenoj klasičnoj gitari i tako je zapravo sve započelo. Za 13. rođendan dobiva na poklon električnu gitaru Squier Stratocaster i tada započinje intenzivno vježbanje gitare čak i po osam sati dnevno. Strpljivo i uz puno volje, satima je sjedio uz stari kazetofon i učio svirati najveće hitove svojih omiljenih sastava (Guns ‘n’ Roses, Metallica, Iron Maiden itd…). Po završetku osnovne škole u Grubišnom polju seli se u Osijek gdje počinje pohađati srednju školu primijenjene umjetnosti i dizajna. 
Tijekom školovanja bio je član raznih osječkih sastava od kojih treba izdvojiti rock sastav Nuspojava s kojim je proveo najviše vremena i odsvirao mnogo koncerata. Krajem srednje škole glazba i gitara postaju mu prioritet i tako započinje Ivankovićeva glazbena karijera.

## Karijera
U 21. godini započinje svoju profesionalnu glazbenu karijeru te svira na mnogim rock festivalima i open air koncertima diljem Hrvatske, Slovenije i Bosne i Hercegovine. Godine 2010. prijavljuje se na gitarističko natjecanje Master 2010 koje se održalo u Zagrebu. Na tom su natjecanju sudjelovali gitaristi iz Makedonije, Bosne, Hrvatske itd., a Ivanković je osvojio prvo mjesto. Kao prateći glazbenik svirao je s raznim izvođačima (Kristijanom Rahimovskim, Cota G4, Eminom Arapović,...) a 2012. godine upoznajeTihu Orlića te s njim svira nekoliko koncerata i za njega snima u studiju, ubrzo postaje član Thompson benda i s Markom Perkovićem Thompsonom provodi najveći dio svoje gitarističke karijere. U razdoblju od 2014. do 2017. godine Ivan objavljuje i nekoliko samostalnih projekata na engleskom jeziku, a 2019. godine se u potpunosti posvećuje solo karijeri, potpisuje ugovor za izdavačku kuću Croatia Records te se publici predstavlja s pjesmom ' Bijeg od sjećanja' s kojom najavljuje svoj prvi službeni album. 2025.g. sudjeluje na novom Thompsonovom albumu Hodočasnik, te s Thompsonom svira koncert na Hipodromu u Zagrebu 5. Srpnja. 2025.g.

## Glazbena oprema
Tokom prijašnjih godina Ivanković je koristio razne brandove gitara i pojačala a prva ozbiljnija gitara koju je Ivan dugo svirao bila je Jackson Randy Rhoads flying V model. Kasnije s Jackson gitara prelazi na Fender Stratocaster gitare koje je obavezno opremao DiMarzio pickupima te se zadržao na Fender gitarama do 2009.godine kada počinje svirati Gibson Les Paul gitare i razne flying V modele. Kad je riječ o gitarskim pojačalima Ivan je koristio većinom Marshall pojačala od samih početaka, kasnije prelazi na Laney, a 2013. godine dobiva sponozorstvo od njemačke tvrtke gitarskih pojačala ENGL te ekskluzivno svira ENGL Powerball 2 model i EMG Pickups magnete. 2018. godine vraća se na Marshall gitarska pojačala.

## Diskografija
Ivan Ivanković:
- 2021. U ovaj grad (Album) (Croatia Records)

I.I. Metal Project:
- 2016. World In Fear (Album)
- 2017. Wings Up High (Album)

S Tihom Orlićem:
- 2013. Takva je ljubav prava (Single)

S Markom Perkovićem Thompsonom:
- 2013. Poljud LIVE (DVD)
- 2015. Dan Pobjede LIVE (DVD)
- 2016. Duvanjsko polje nažimlje grudi (Single)
- 2020. Ne boj se (Single)
- 2025. Gospin dom (Album Hodočasnik)